# Пілиця (Мазовецьке воєводство)
Пілиця (пол. Pilica) — село в Польщі, у гміні Варка Груєцького повіту Мазовецького воєводства.
Населення — 232 особи (2011).
У 1975-1998 роках село належало до Радомського воєводства.

## Демографія
Демографічна структура станом на 31 березня 2011 року:
|          | Загалом | Допрацездатний вік | Працездатний вік | Постпрацездатний вік |
| -------- | ------- | ------------------ | ---------------- | -------------------- |
| Чоловіки | 113     | 26                 | 72               | 15                   |
| Жінки    | 119     | 28                 | 63               | 28                   |
| Разом    | 232     | 54                 | 135              | 43                   |